# Poecilosomella borboroides
Poecilosomella borboroides är en tvåvingeart som först beskrevs av Walker 1860.  Poecilosomella borboroides ingår i släktet Poecilosomella och familjen hoppflugor. Inga underarter finns listade i Catalogue of Life.